# GEA Group
GEA Group AG (od 2000 do 2005 mg technologies, przed 2000 Metallgesellschaft AG – przedsiębiorstwo handlowe zajmujące się sprzedażą metali) – międzynarodowy lider w zakresie technologii budowy maszyn i urządzeń wykorzystywanych w energetyce, przemyśle petrochemicznym i spożywczym.
Siedzibą przedsiębiorstwa jest Düsseldorf (Niemcy).
W 2008 r. koncern zatrudniał 21 tys. pracowników w ponad 250 filiach znajdujących się w 50 państwach, jego obroty w roku 2005 wyniosły 4,5 mld euro.